# Етторе Штраус
Е́тторе Штра́ус (італ. Ettore Strauss) — італійський футбольний функціонер, другий президент футбольного клубу «Інтернаціонале».

## Кар'єра
За бажанням швейцарської більшості членів клубу, він замінив Джованні Парамітіотті напередодні першого офіційного матчу «Інтера».
Офіційно зміна на чолі клубу відбулася після дербі з «Міланом» у жовтні 1908 року, зіграного в К'яссо. Він залишався на посаді до початку сезону 1909–1910 років, коли поступився місцем Карло Де Медічі.